# Landau (Pfalz) Hauptbahnhof
Landau Hauptbahnhof – główny dworzec w Landau in der Pfalz, w kraju związkowym Nadrenia-Palatynat, w Niemczech. Dworzec posiada 3 perony.